# Вишнянська сільська рада
Вишнянська сільська рада  — колишній орган місцевого самоврядування у Городоцькому районі Львівської області з центром у с. Вишня..

## Загальні відомості
Історична дата утворення: в 1939 році. Водоймища на території, підпорядкованій даній раді: річка Вишенька.

## Населені пункти
Сільраді були підпорядковані населені пункти:
- с. Вишня
- с. Яремків

## Склад ради
- Сільський голова: Пастух Петро Федорович
- Секретар сільської ради: Климко Марія Євстахіївна
- Загальний склад ради: 20 депутатів

### Керівний склад ради
| ПІБ                         | Основні відомості                                                               | Дата обрання | Дата звільнення |
| --------------------------- | ------------------------------------------------------------------------------- | ------------ | --------------- |
| Мисько Василь Володимирович | Сільський голова, 1960 року народження, освіта, безпартійний                    | 26.03.2006   | 31.10.2010      |
| Пастух Петро Федорович      | Сільський голова, 1963 року народження, освіта середня спеціальна, безпартійний | 31.10.2010   |                 |

Примітка: таблиця складена за даними джерела

### Депутати
Результати місцевих виборів 2010 року за даними ЦВК
| № зп            | № округу        | Прізвище, ім'я, по батькові      | Дата визнання обраним | Відомості про обраного депутата                                                              |
| Партія регіонів | Партія регіонів | Партія регіонів                  | Партія регіонів       | Партія регіонів                                                                              |
| --------------- | --------------- | -------------------------------- | --------------------- | -------------------------------------------------------------------------------------------- |
| 1               | 3               | Стецик Ольга Михайлівна          | 05.11.2010            | Освіта вища, позапартійна, відділ поштового зв'язку с. Вишня, начальник                      |
| 2               | 6               | Антоняк Ганна Іванівна           | 05.11.2010            | Освіта середня спеціальна, позапартійна, пекарня ПП «Гречин», пекар                          |
| 3               | 13              | Кравець Анатолій Григорович      | 05.11.2010            | Освіта середня спеціальна, позапартійний, тимчасово не працює                                |
| Самовисування   |                 |                                  |                       |                                                                                              |
| 1               | 1               | Кравець Марія Ярославівна        | 05.11.2010            | Освіта вища, позапартійна, Подільцівська загальноосвітня школа І ст., завідувач              |
| 2               | 2               | Заяць Ярослав Володимирович      | 05.11.2010            | Освіта середня спеціальна, позапартійний, Вишнянський навчально-дослідний коледж, завідувач  |
| 3               | 4               | Головчак Іван Ярославович        | 05.11.2010            | Освіта середня спеціальна, позапартійний, тимчасово не працює                                |
| 4               | 5               | Гаврот Богдан Григорович         | 05.11.2010            | Освіта вища, позапартійний, тимчасово не працює                                              |
| 5               | 7               | Чопко Микола Михайлович          | 05.11.2010            | Освіта середня спеціальна, позапартійний, тимчасово не працює                                |
| 6               | 8               | Тимань Тетяна Миколаївна         | 05.11.2010            | Освіта середня спеціальна, позапартійна, Рудківська районна лікарня, молодша медсестра       |
| 7               | 9               | Стельмах Василь Михайлович       | 05.11.2010            | Освіта середня спеціальна, позапартійний, Вишнянська сільська рада, землевпорядник           |
| 8               | 10              | Заяць Іван Йосипович             | 05.11.2010            | Освіта середня спеціальна, позапартійний, «Львівгазвибудування» м. Львів, робочий            |
| 9               | 11              | Заяць Ірина Ярославівна          | 05.11.2010            | Освіта вища, позапартійна, тимчасово не працює                                               |
| 10              | 12              | Словік Володимир Романович       | 05.11.2010            | Освіта вища, позапартійний, Вишнянський АК, агроном                                          |
| 11              | 14              | Шийка Оксана Володимирівна       | 05.11.2010            | Освіта вища, позапартійна, тимчасово не працює                                               |
| 12              | 15              | Климко Марія Євстахіївна         | 05.11.2010            | рада, секретар виконкому                                                                     |
| 13              | 16              | Швець Петро Володимирович        | 05.11.2010            | Освіта вища, позапартійний, Вишнянський АК, комендант гуртожитку                             |
| 14              | 17              | Товарницький Ярослав Євгенійович | 05.11.2010            | Освіта середня спеціальна, позапартійний, фельдшерсько-акушерський пункт с. Вишня, завідувач |
| 15              | 18              | Устиновська Тетяна Євгенівна     | 05.11.2010            | Освіта вища, позапартійна, Вишнянський АК, викладач                                          |
| 16              | 19              | Максимів Марія Володимирівна     | 05.11.2010            | Освіта середня, позапартійна, тимчасово не працює                                            |
| 17              | 20              | Партика Марія Федорівна          | 05.11.2010            | Освіта середня, позапартійна, пенсіонер                                                      |